# Вий (фильм, 1916)
«Вий» — немой художественный фильм Владислава Старевича, снятый в 1916 году по мотивам одноимённой повести Николая Гоголя. До наших дней фильм не сохранился.
В ряде источников датой выхода фильма обозначен 1913 или 1918 год. Однако специалисты Государственного центрального музея кино (Москва) относят появление «Вия» Старевича к 1916 году.
Это третья (после фильмов 1909 и 1912 годов) попытка в истории кино экранизировать фантастическую повесть Гоголя.